# CRASH!
《CRASH!》是藤原友佳擔任原作的日本漫畫作品。
2007年5月開始於集英社出版的《Ribon》連載，2013年8月完結。

## 簡介
白星花以著看見偶像光芒就會噴鼻血的能力，在某次中央公園的紀念活動上，偶然遇見五位男主角們，且展現了噴鼻血的超強第六感，因此決定創造出最強偶像團體「CRASH!」。
此後，雖然遇到多次失敗以及實力不可小看的團體：Study 5、Dark、P-S、ALFA等，花仍堅強的帶領著CRASH!邁向新的境界。
1~7集為第一部，從第8集開始為第二部，女主角換為綠川一彥的兒時朋友-由衣，其他人物皆無更動。
由衣在花的邀請下進入CRASH!工作，並發現自己喜歡上紫之塚怜，但怜喜歡的卻是花！
於是，熱鬧且比第一部更加甜蜜心動的第二部就此展開！

## 登場人物
※聲優為分鏡廣播劇版 / 分鏡廣播劇特別版 / 電視動畫版

### CRASH!
黑瀨桐（聲：谷山紀章 / 小林正典 / 鈴木達央）
生日 ８/４ 血型B型 身高175cm（第一部）→177cm（第二部）獅子座 年齡：１５歲(第一部)高一，十七歲(第二部)高三
喜歡的食物：漢堡、炸蝦、拉麵、花煮的菜；討厭的食物：青椒、紅蘿蔔、豌豆
擅長彈吉他，但彈一次後就會忘記剛剛的旋律。
個性調皮又唯我獨尊，做事莽撞但外型帥氣，是個非常疼愛妹妹的好哥哥。
原是以打工為父親還債，某次被拉麵店老闆（花的父親）介紹去中央公園打工，因此遇到了花。
接者花的父親指引桐去White Star藝能事務所，經過協調後以時薪215的打工偶像身分加入CRASH!
喜歡花，和怜是情敵，曾多次向花告白。
也對花做出「被獅子咬到事件」
最後與花在一起。
紫之塚（聲：石井一貴 / 霜月紫 / 立花慎之介）
生日 ９/１１ 血型A型  身高171cm（第一部）→172cm（第二部）處女座 年齡：１５歲(第一部) 高一，十七歲(第二部)高三
喜歡的食物：麻婆豆腐之類的中式料理；討厭的食物：沒有討厭的，什麼都吃(雜食性動物)
面癱。
擅長變魔術。
個性冷酷，父親為國際知名的魔術大師，在花的努力下成為CRASH!的一員。
和佐古修一是同所學校競爭成績排名的對手。
與桐是死對頭（感情方面也是）。
對花抱著喜歡的情感，對由衣抱著對妹妹一樣的情感。
綠川一彥（聲：高城元氣 / 齋藤楓子 / 內山昂輝）
生日 １/２０ 血型A型 身高165cm（第一部）→169cm（第二部）魔羯座 年齡:１4歲(第一部)國三，（第二部）16歲 高二
喜歡的食物：熬煮的食物或是高湯蛋捲等日式料理；討厭的食物：韓式泡菜、超辣的食物
個性溫格，一直很在意自己的身高。
團員裡年紀最小，身高也是最矮的。
名流世家日本舞的接班人。
順平是他的兒時玩伴。
跟由衣從小認識，一直暗戀由衣，與由衣就讀同一所高中。
第二部與由衣交往，於第2部38話分手(因為約會時被記者發現了，由衣認為一彥的前途更重要)，但承諾將來會再向由衣表白。
10年後和由衣結婚。
赤松順平（聲：阿部敦 / 渡邊和貴 / 柿原徹也）
生日 ３/１５ 血型O型 身高170cm 雙魚座 年齡：１6歲（第一部）高二，18歲（第二部），未繼續升學
喜歡的食物：飯糰、燒肉；討厭的食物：奇異果(吃了就會覺得全身無力)
擅長跳舞的熱血純情男孩，與一彥是兒時玩伴，為CRASH!的隊長，跟不熟識的女孩子面對面就會害羞。
一彥是他的兒時玩伴。
與桃原麻里加傳過緋聞，後來澄清並說：以後想談戀愛時一定會告訴大家，不會有所隱瞞。
喜歡桃原麻里加，最後也與她結婚。
青柳侑吾（聲：箭内仁 / 中村優也 / 柳田淳一）
生日 ６/１３ 血型AB型 身高180cm 雙子座 年齡：16歲（第一部）高二（第二部）18歲 大學生
喜歡的食物：沙拉、義大利麵；討厭的食物：鵝肝醬、納豆
家境不錯的美少年，好女色。
哥哥是White Star的經濟主任－青柳恭吾。
團員裡年紀最大，身高也是最高的。
擅長彈奏鋼琴以及小提琴。
聽過一次的曲子可以馬上記下來，因此在作曲上與桐互補。

### White Star藝能事務所
白星花（聲：中原麻衣 / 內田彩 / 不明）
生日4/7 血型O型　身高160cm  牡羊座16歲(第一部)高一，18歲(第二部)高三
喜歡的食物：聖代、火鍋料理  討厭的食物：油膩膩的食物（因為對身體不好）
第一部的女主角。
White Star藝能事務所的社長千金，人稱鮮血之花，因為具有以鼻血發掘偶像的能力。
對CRASH!成員皆以同伴般看待，在第2部時終於說出其實自己喜歡桐。
茶倉由衣（聲：無 / 池邊久美子 / 赤崎千夏）
16歲 高一
第二部的女主角。
屬性天然呆，時不時弄傷自己。對於事情卻有較強的責任心。
在White Star藝能事務所打工。
從小就被一彥暗戀，卻一直未能發現。
覺得怜是自己的初戀，因此向怜告白。
後來發現自己喜歡的是一彦，並和一彦交往，於第2部38話分手(因為約會時被記者發現了，認為一彥的前途更重要)。
10年後和一彥結婚。
桃原麻里加（聲：志村由美 / 無 / 同左）
生日 ４/２２ 血型O型  金牛座
花發掘的另一個人氣女偶像，是White Star藝能事務所的所屬藝人，跟順平傳過緋聞，似乎對順平有好感。
與CRASH!一起演過古裝劇。
白星蝶子（聲：小野凉子 / 無 / 同左）
生日 ７/１９ 血型O型  巨蟹座
白星大樹的老婆。
White Star藝能事務所社長，花的媽媽。
白星大樹（聲：增田隆之 / 無 / 同左）
生日 １１/２７ 血型B型  射手座 年齡：４３歲(第一部)
白星蝶子的老公。
拉麵店老闆，花的爸爸。
青柳恭吾
生日 １２/２９ 血型A型  魔羯座 年齡：２７歲(第一部)
White Star藝能事務所的經紀主任，為侑吾的哥哥。
與侑吾的個性相差甚大。年齡也和弟弟差很多(差了１０歲)。
做事一絲不苟，很關心弟弟的事。
尾山正幸
生日 ２/１１ 血型O型  水瓶座 第一部：２３歲 第二部：２５歲
菜鳥經紀人，每次想耍帥但都被人無視。
家裡養著兩隻小烏龜。
喜歡電車。

### ALFA
團員身高皆在１８０CM以上，是組身材高挑的樂團。
而三人之中大介最高。
一吹景斗
生日 １０/１０ 血型A型  天秤座 年齡：２６歲(第一部)
日法混血兒。
超級偶像，ALFA的隊長。
原本是White Star藝能事務所的藝人，在當時White Star還是小事務所時，為了更好的發展，而轉移到大型事務所。
在與CRASH!共同辦完最後一場演唱會後引退，並和未婚妻一同前往法國。

神保大介
ALFA的其中一位團員，也擔任節目主持人，興趣是收集帽子。
津月駿
ALFA的其中一位團員，有在進行個人樂團的活動，音樂功力超強。

### P－S
雙胞胎團體，兩人都是擅長體育和音樂的國二生。
三井涼太
生日 １２/５ 血型O型  射手座
雙胞胎中的哥哥，特徵是頭上翹起來的頭髮偏左，個性上較溫和。
三井健太
生日 １２/５ 血型O型  射手座
雙胞胎中的弟弟，特徵是頭上翹起來的頭髮偏右，個性上較為陽光。

### STUDY5
團員不管何時總戴著一副大眼鏡（中間有漩渦圖案）
在四条學加入之前團名為STUDY4。
四条學
生日 ２/２６ 血型AB型  雙魚座
受歡迎程度差到笑掉大牙，與其說是被討厭，不如說是沒有人覺得他會拿到第一之類的感覺。
曾向花告白，高中三年都和桐同班。
擅長科目是國文相關。
佐古修一
STUDY5的隊長，擅長科目是數學。和紫之塚怜是同所學校競爭成績排名的對手。
栗須智
STUDY5的團員，擅長科目為英文。
井上孝
STUDY5的團員，擅長科目為理科相關。
橋田賢
STUDY5的團員，擅長科目為社會相關。

### DARK
是正統派實力樂團。其中 ，要跟律也從很久以前就認識了。
五十嵐要
生日 １１/９ 血型B型  天蠍座  年齡：２２歲（第一部）
DARK隊長。
雖然五十嵐要是他的本名，但都只以「要」來進行活動。
７年前曾經和律也在大阪的街頭表演創下至今無人能超越的人數號召力。（推測應該就是那次事件讓美雪發掘並培育出現在的DARK）
律也
DARK的鼓手。跟要很早以前就認識了。
７年前曾經和要在大阪的街頭表演創下至今無人能超越的人數號召力。（推測應該就是那次事件讓美雪發掘並培育出現在的DARK）
俊臣
DARK的吉他手。
湊
DARK的貝斯手。

### Shiny Record
DARK所屬的唱片公司
冴川美雪
是個大美人。
Shiny Record唱片公司的招牌製作人，也是傳說中捧紅DARK的製作人。
以前也是一位偶像，不過因為一些原因所以放棄當偶像。
人長得很漂亮，個性上讓人感覺非常高傲。
一開始看不起花，認為小孩子不該插手大人的工作，一度想把CRASH!從花的手上搶過來，不過後來見識到花的固執以後改變主意認同了她。

## 形象歌曲
「CRASH ON YOU」
塡詞：藤原ゆか，作曲：中山真斗，編曲：上松範康，主唱：CRASH
VOMIC的特別版本、真人版CRASHのメンバーが主唱っている。

塡詞：藤林聖子，作曲・編曲：雅大，主唱：野水伊織
動畫版的特別合作主唱曲。

## 出版書籍
| 卷數 | 集英社         | 集英社                 | 尖端出版       | 尖端出版           |
| 卷數 | 發售日期       | ISBN                   | 發售日期       | EAN                |
| ---- | -------------- | ---------------------- | -------------- | ------------------ |
| 1    | 2007年10月15日 | ISBN 978-4-08-856779-2 | 2009年7月18日  | EAN 4717702226169  |
| 2    | 2008年2月15日  | ISBN 978-4-08-856802-7 | 2009年9月15日  | EAN 4717702226176  |
| 3    | 2008年7月15日  | ISBN 978-4-08-856826-3 | 2009年11月6日  | EAN 4717702226183  |
| 4    | 2008年12月15日 | ISBN 978-4-08-856859-1 | 2009年12月15日 | EAN 4717702226190  |
| 5    | 2009年5月15日  | ISBN 978-4-08-856886-7 | 2010年2月3日   | EAN 4717702228675  |
| 6    | 2009年10月15日 | ISBN 978-4-08-867013-3 | 2010年6月25日  | EAN 4717702229658  |
| 7    | 2010年3月15日  | ISBN 978-4-08-867041-6 | 2010年7月23日  | EAN 4717702233372  |
| 8    | 2010年8月15日  | ISBN 978-4-08-867068-3 | 2011年3月21日  | EAN 4717702237325  |
| 9    | 2011年2月15日  | ISBN 978-4-08-867097-3 | 2011年9月23日  | EAN 4717702242381  |
| 10   | 2011年6月15日  | ISBN 978-4-08-867123-9 | 2012年4月20日  | ISBN 4717702244538 |
| 11   | 2011年11月15日 | ISBN 978-4-08-867152-9 | 2012年10月15日 | ISBN 4717702248123 |
| 12   | 2012年3月15日  | ISBN 978-4-08-867183-3 | 2013年1月11日  | ISBN 4717702249878 |
| 13   | 2012年7月13日  | ISBN 978-4-08-867208-3 | 2013年6月17日  | ISBN 4717702251475 |
| 14   | 2012年12月14日 | ISBN 978-4-08-867237-3 | 2013年9月12日  | ISBN 4717702256036 |
| 15   | 2013年5月15日  | ISBN 978-4-08-867267-0 | 2014年1月10日  | ISBN 4717702258030 |
| 16   | 2014年2月14日  | ISBN 978-4-08-867310-3 | 2014年11月14日 | ISBN 4717702262266 |

### 小說版
作者廣瀨晶、插畫藤原友佳，為集英社未來文庫叢書系列。

## 外部連結
- 《CRASH!》 集英社Voice Comic Station -VOMIC-（日語）
- 『CRASH!』 特別版 集英社Voice Comic Station -VOMIC-（日語）
- 集英社マンガネットにて検索された藤原ゆか作品（页面存档备份，存于）（日語）
- 小林正典 (CRASH) アニソングランプリ ゲストライブ2011（页面存档备份，存于）（日語）